# ألميس مرموشة
مرموشة بلدة مغربية بإقليم بولمان شمال وسط البلاد. تقع على بعد 70 كلم من بولمان وعلى بعد 42 كلم عن مدينة ميسور، عاصمة الإقليم وتقع في جهة فاس بولمان. تتشكل الجماعات من المكونات التالية: آيت علي اوحدو - آيت تميم - آيت علي أويشو - آيت عمرو - إدراسن - آيت بوزيان[ ؟ ] وبعض الكتل الصغيرة الأخرى. وهم يتوزعون على الدواوير التالية: اغرم أقديم - أيت تميم (إقويرن سابقا) - أيت عمرو - والقصية مركز الجماعة. رئيس جماعتها يدعى ميمون سرار، عدد أعضاء المجلس القروي الآن 13 منهم امرأتان.

## الموقع
في قلب الأطلس المتوسط الشرقي تقبع جماعة ألميس مرموشة أو ايت السمح في سهل خصب على شكل صحن. نشاط السكان يقتصر على الزراعة وتربية المواشي (الشعير والقمح والذرة والبطاطس والاغنام والماعز) وتتأثر المردودية بأمرين إثنين هما: الكوارث الطبيعية ووضعية الأراضي غير المحددة، الأساليب المعتمدة تقليدية والمردودية هزيلة.ولهذا السبب تنشط الهجرة نحو المدن والمناطق المجاورة.تتوفر الجماعة عل جملة من مصادر المياه منها على الخصوص: عيون القصية وتيجنت وبوهلال وتسكيملت واغرم أملال...
تتوفر الجماعة على مجموعة مدرسية لها فروع في جميع الدواوير كما تتوفرعلى مستوصف ومركب اجتماعي وسيارة الإسعاف حصلت عليها الجماعة في المبادرة الوطنية للتنمية البشرية.